# 埃贝库尔
埃贝库尔（法語：Hébécourt，法語發音：[ebekuʁ]）是法国厄尔省的一个市镇，属于莱桑德利区。

## 地理
埃贝库尔（49°21'10"N, 1°43'36"E）面积11.24 平方千米，位于法国诺曼底大区厄尔省，该省份为法国北部内陆省份，北起滨海塞纳省，西接奧恩省和卡爾瓦多斯省，南至厄尔-卢瓦省，东临瓦兹省、瓦兹河谷省和伊夫林省。
与埃贝库尔接壤的市镇（或旧市镇、城区）包括：阿梅库尔、埃普特河畔巴赞库尔、迈讷维尔。

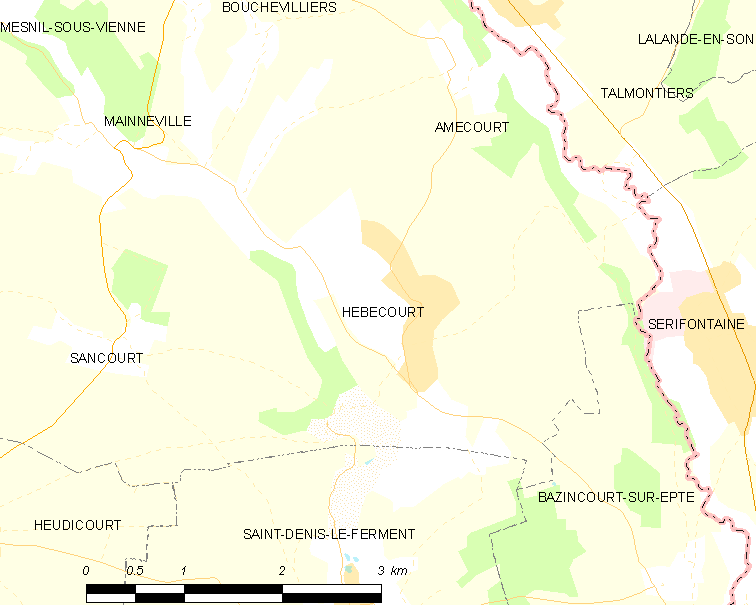
埃贝库尔的OSM定位图

埃贝库尔的时区为UTC+01:00、UTC+02:00（夏令时）。

## 行政
埃贝库尔的邮政编码为27150，INSEE市镇编码为27324。

## 政治
埃贝库尔所属的省级选区为日索尔县。

## 人口

1962-2008年间埃贝库尔人口变化图示

埃贝库尔于2022年1月1日时的人口数量为634人。